# Kvarntorpshögen

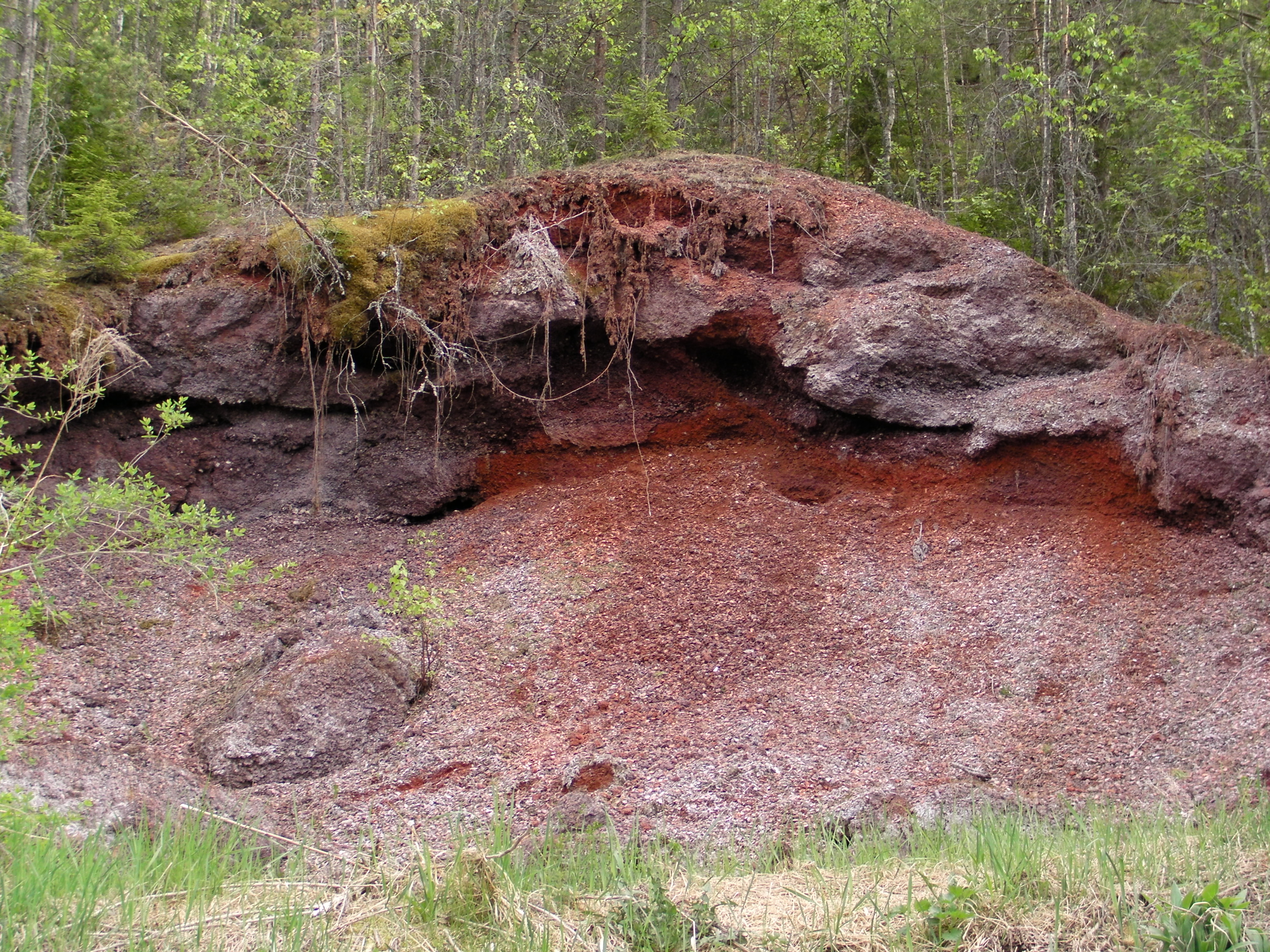
Skifferaska

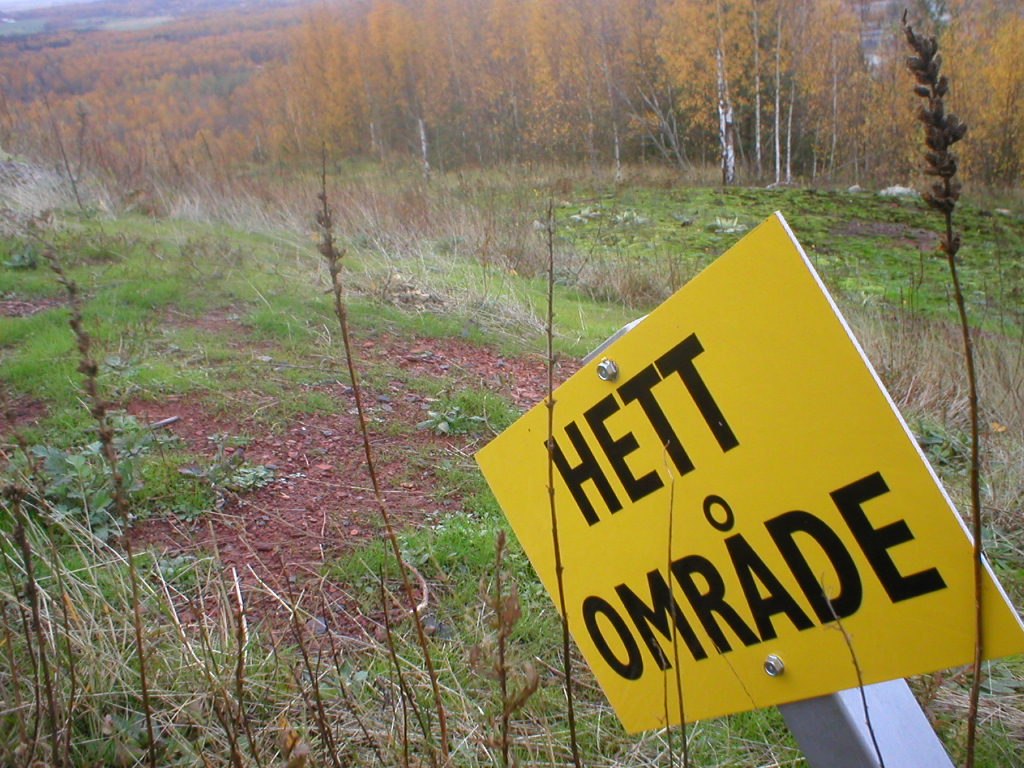
Delar av Kvarntorpshögen är förbjudna att beträda då det fortfarande brinner under marken.

Kvarntorpshögen är en cirka 100 meter hög slagghög i Kvarntorp i Kumla kommun. Med sina 157 meter över havet är den Närkeslättens högsta punkt. 
Kvarntorpshögen har en cykelpark som fått uppmärksamhet i downhillcommunityn.
Kvarntorp är förknippad med konstprojektet Konst på Hög. Vintertid finns här en slalombacke. Det är bilväg upp och sommartid finns kiosk med lättare servering och information. 
Det finns en trappa med 427 steg som leder upp mot toppen och som har blivit mycket populär för träning. Det finns även flera vandringsleder i området.

## Historik
Högen består av rester från oljeskifferindustrin i området. Under andra världskriget ströps oljetillförseln till Sverige och våren 1940 tillsatte regeringen en kommitté för att börja utvinna olja ur den oljeskiffer som fanns i området. Under hösten samma år bildades Svenska Skifferolje Aktiebolaget, SSAB. Två år senare, april 1942, framställdes den första oljan. Ugnarna i Berg-Kvarntorp nådde senare en årsproduktion på ungefär 100 000 kubikmeter olja. I takt med utvinningen av olja växte högen till imponerande dimensioner. 
År 1965 såldes skifferoljeverket till Yxhults Stenhuggeri AB som drev det vidare fram till 1 oktober 1966 då verket stängdes för gott. Man har lagt ner ett omfattande arbete med att försöka släcka högen, eftersom de fasta resterna av oljeskiffret fortfarande brinner i marken. Den fasta återstoden utnyttjades inte som bränsle utan transporterades upp på högen medan den fortfarande var varm, upp till 600 grader.
När skifferaskan lades på hög hade den en temperatur på runt 600 °C, och nyligen[när?] utförda mätningar har visat temperaturer på upp till 700 °C i enstaka partier. Mer typiskt är dock temperaturer strax under hundra grader vid de varma partierna, där det utvecklas rök ur marken. Röken är huvudsakligen vattenånga. De varma partierna orsakas av förbränning av kolväterester och pyrit i skifferaskan. Reaktionerna misstänks också vara bakteriellt katalyserade.
Råvaran för oljeutvinningen, alunskiffer, innehåller uran, vilket har gett en uranhalt i Kvarntorpshögen på omkring 0,03 ‰. Uranet har inget samband med värmeutvecklingen, men det gör högen till en potentiellt lönsam källa för uranutvinning. Sedan 1 augusti 2018 är dock utvinning av uran förbjuden i Sverige. Det går inte heller att få undersökningstillstånd eller bearbetningskoncession för uran.
Idag är högen ett populärt turistmål dels på grund av utställningen Konst på Hög och av ornitologer. På grund av att vissa delar av högen fortfarande brinner finns det riskområden där det bildas håligheter under marken som riskerar att falla ihop.. Skidanläggningen på högen med två nedfarter drivs av Kumla Skidförening.
År 2004 inledde företaget Svenska skifferaktiebolaget, namnet denna gång använt av ett utlandsregistrerat bolag, undersökningar av Kvarntorpshögen. Tillståndet orsakade protester i området och många valde att överklaga det, bland annat Kumla kommun. Efter att tillståndet överklagats till högsta instans beviljade Högsta förvaltningsdomstolen inte prövningstillstånd, varvid företagets undersökningstillstånd kvarstod.

## Galleri

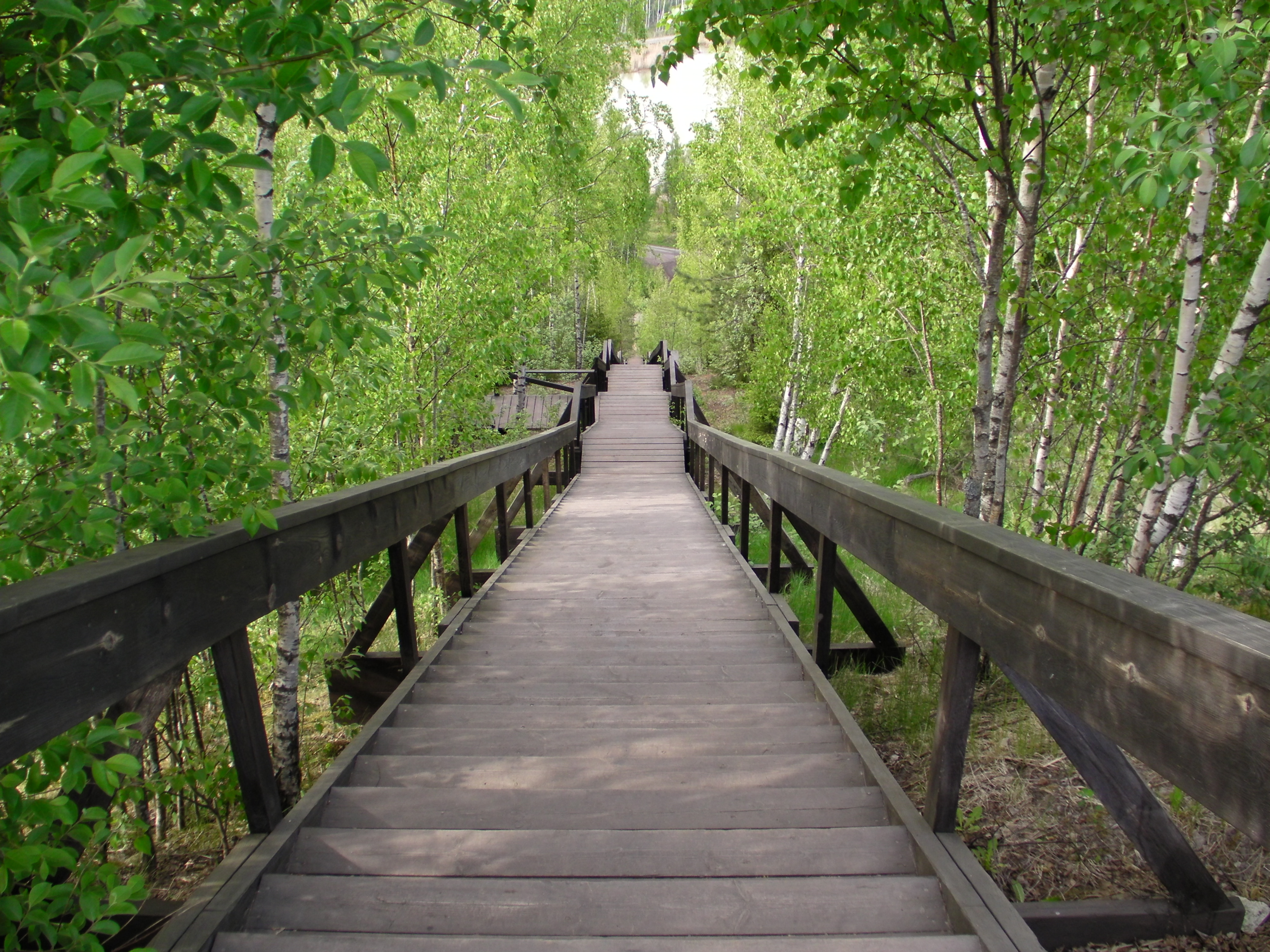
Kvarntorpshögens 427 steg höga trappa
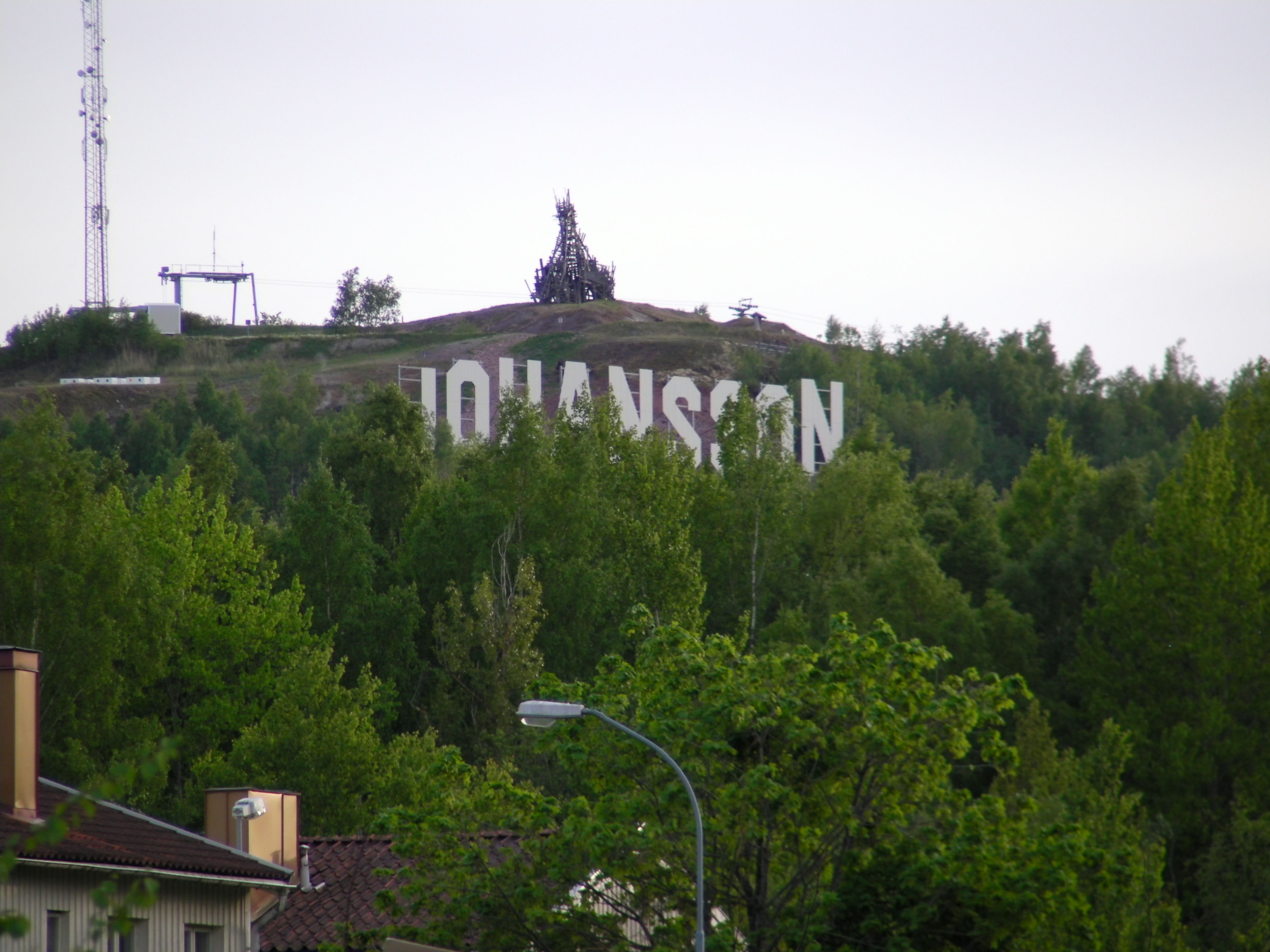
Konstverket "Johansson" av Peter Johansson 2006
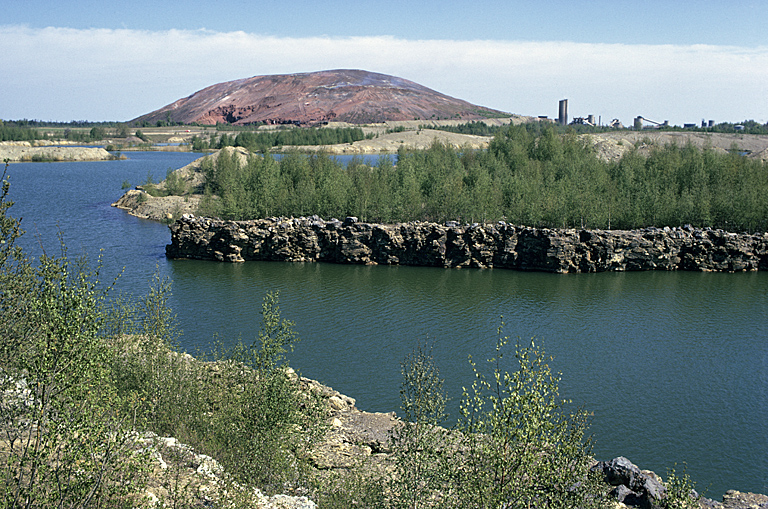
Kvarntorpshögen, troligen kring 1970-talets mitt